# Karel Choennie

Bischofswappen von Karel Choennie

Karel Marinus Choennie (* 20. Dezember 1958 in Suriname) ist ein surinamischer Geistlicher und römisch-katholischer Bischof von Paramaribo.

## Leben
Karel Choennie wurde in eine große Familie geboren, er ist der vierte von elf Geschwistern. Er studierte an der Katholischen Universität Nimwegen, wo er einen Abschluss in Pädagogik erwarb. Er setzte seine Ausbildung am Regionalseminar St. Johannes Maria Vianney in Port of Spain fort und erwarb an der Katholischen Universität Löwen das Lizenziat in Pastoraltheologie. Das Sakrament der Priesterweihe empfing er am 30. September 1985 für das Bistum Paramaribo.
Neben verschiedenen Aufgaben in der Pfarrseelsorge gehörte er von 1999 bis 2003 als Bischofsvikar der Bistumsleitung von Paramaribo an. Im Jahr 2001 übernahm er die Leitung der Pfarrei St. Clemens in Paramaribo. Zusätzlich war er von 2005 bis 2014 Generalvikar des Bistums Paramaribo.
Am 11. November 2015 ernannte ihn Papst Franziskus zum Bischof von Paramaribo. Sein Amtsvorgänger Wilhelmus de Bekker spendete ihm am 24. Januar des folgenden Jahres die Bischofsweihe. Mitkonsekratoren waren der Erzbischof von Port of Spain, Joseph Everard Harris CSSp, und der Erzbischof von Nassau, Patrick Christopher Pinder.